# Mikołaj Budzanowski (nauczyciel)
Mikołaj Budzanowski (ur. 1861, zm. 1933) – nauczyciel.

## Życiorys
Urodził się w 1861. Był synem Michała i Parascewii z domu Worobkiewicz
Był nauczycielem szkół ludowych. Na przełomie XIX/XX pracował jako nauczyciel w 4-klasowej szkole im. Grzegorza Piramowicza we Lwowie. Podjął działalność na rzecz podniesienia sytuacji ekonomicznej nauczycieli ludowych. Brał udział w wiecach agitacyjnych, wydawał broszury w tej tematyce, wydawał dwa czasopisma nauczycielskie („Hasło Nauczycielskie”, „Byt”), zakładał towarzystwa (m.in. spółkę handlową przyborów szkolnych). W 1904 założył Krajowe Ognisko Nauczycielskie, którego celem było m.in. powołanie do życia sanatorium w Szczawnicy z przeznaczeniem dla chorych nauczycieli, którego koszt budowy miał być ufundowany z loterii losowej przewidzianej na rok 1908 (tworzenie tej placówki wsparł m.in. Henryk Sienkiewicz). W 1913 został dyrektorem Księgarni Nauczycielskiej we Lwowie.
Zmarł w 1933. Został pochowany na Cmentarzu Łyczakowskim we Lwowie.

## Publikacje
- Ideał nauczyciela ludowego (1900)
- Wędrówka nauczyciela ludowego (1901)[6]